# فابيو سولي
فابيو سولي (بالإنجليزية: Fabio Sole)‏ هو لاعب كرة قدم بريطاني في مركز الوسط، ولد في 15 سبتمبر 2001. لعب مع AFC Rushden & Diamonds ‏.

## وصلات خارجية
- فابيو سولي على موقع قاعدة بيانات كرة القدم.إي يو (الإنجليزية)
- فابيو سولي على موقع Soccerway.com (الإنجليزية)
- فابيو سولي على موقع عالم كرة القدم.نت (الإنجليزية)